# Криворожское коммерческое училище
Криворожское коммерческое училище — первое среднее учебное заведение в местечке Кривой Рог.

## История
Основано в 1908 году. Инициаторами стали директор-распорядитель отделения Анонимного общества Криворожских железных руд Роговский Матвей Антонович, директор Донецкого рудника Павлов
Иван Иванович и Херсонская промышленная биржа.
В 1910 году училось 150 юношей и 59 девушек. В этом же году на содержание училища потрачено 21 803 рублей.
В 1915 году состоялся 1-й выпуск учащихся.
Как коммерческое училище просуществовало до 1922 года.
В 1923 году на базе училища организована социально-экономическая школа. В 1925 году реорганизована в торгово-промышленную школу, которая 1 сентября 1927 года перепрофилирована в кооперативно-промышленную, просуществовавшую до 1929 года.
Бывшее здание училища, построенное в стиле модерн, вначале было передано под школу № 1, а в 1971 году снесено.

## Характеристика
Общий срок обучения составлял 10 лет с учётом 2-летнего подготовительного класса.
В училище кроме общеобразовательных предметов преподавались бухгалтерия, счетоводство, коммерческая география, товароведение и другие предметы относившиеся к торговой деятельности.
До закрытия училища было выпущено около 830 специалистов по торговле и бухгалтерии.

### Преподаватели
Единственным директором был Морачевский Вячеслав Григорьевич — бывший преподаватель Екатеринославского коммерческого училища.
Преподаватели на 1910 год:
- отец Автоном Лебедев — законоучитель;
- Бородулин Николай Яковлевич — русский язык;
- Илюхина Надежда Васильевна — русский язык;
- Калашников Платон Ксенофонтовича — немецкий язык;
- Алексеева-Попова Мария Иосифовна — французский язык;
- Хомиченко Евгений Матвеевич — естествознание и география;
- Ермолов Прокоп Петрович — черчение и рисование;
- Кислов Андроник Минович — пение;
- духовный и казённый раввин Мендель-Лейб Абрамович Локшин — иудейский закон;
- Голузин Лидия Ивановна — преподаватель подготовительного класса.

Добавившиеся преподаватели на 1915 год:
- Пащевский В. В.;
- Гонтаева М. И.;
- Шанявский И. Д.;
- Яржевский Л.;
- Миттенбург В. К.;
- Байер Г. (ксёндз);
- Гонтаев Н. А.;
- Миттенбург А. Ф.;
- Григорьев Н. Л.;
- Фербас Ф.;
- Попов М. М.;
- Ветров А. С.;
- Гоф В. В.

В первом выпуске были: А. Бердичевская, Я. Бромбер, А. Кухаренко, Д. Браславский, Г. Браславский, И. Шанявский, Г. Плашевский, Г. Унгер, Е. Василовская, А. Малицкая, М. Колин, И. Червоненкис, Х. Брук, П. Щегонь, Б. Марачевский, С. Василовская, С. Гейдельберг, И. Лукашенко.